# Titus Menenius Lanatus (consul en -452)
Pour les articles homonymes, voir Menenius Lanatus.
Titus Menenius Lanatus est un homme politique romain du Ve siècle av. J.-C., consul en 452 av. J.-C.

## Famille
Il est le fils d'un Agrippa Menenius Lanatus et le neveu de Titus Menenius Lanatus, consul en 477 av. J.-C. Son nom complet est Titus Menenius Agrippae f. Agrippae n. Lanatus. Les historiens antiques donnent différents praenomina : Tite-Live indique Caius, Denys d'Halicarnasse donne Lucius et Diodore de Sicile donne Titus,.

## Biographie
En 452 av. J.-C., il est consul avec Publius Sestius Capitolinus Vaticanus. Les délégués envoyés pour étudier les lois grecques reviennent à Rome et présentent leur rapport devant le Sénat. On débat alors des modalités de constitution de la commission des décemvirs qui devront satisfaire les revendications des plébéiens, soit la mise par écrit des lois. Selon Tite-Live, Titus Menenius Lanatus est opposé à l'instauration d'une commission décemvirale et en retarde la création en prétextant la nécessité de tenir des élections. Pour Denys d'Halicarnasse, il souffre d’une maladie chronique et n’exerce plus d’activité politique jusqu’à la fin de son mandat,.
Il est possible qu'il ait été une nouvelle fois consul en 440 av. J.-C. si on suit les indications fournies par Diodore de Sicile et par le Chronographe de 354. Toutefois, Tite-Live et Cassiodore prénomme le consul de 440 av. J.-C. Lucius et non Titus. Il se pourrait donc qu'il y ait confusion avec son parent Lucius Menenius Lanatus,.

### Auteurs antiques
- Tite-Live, Histoire romaine, Livre III, 32 sur le site de l'Université de Louvain
- Diodore de Sicile, Histoire universelle, Livre XII, 22 sur le site de Philippe Remacle
- (en) Denys d'Halicarnasse, Antiquités romaines, Livre X, 50-60 sur le site LacusCurtius

### Auteurs modernes
- (en) T. Robert S. Broughton, The Magistrates of the Roman Republic : Volume I, 509 B.C. - 100 B.C., New York, The American Philological Association, coll. « Philological Monographs, number XV, volume I », 1951, 578 p.